# Erik Andersson (fotbollsspelare, 1905–1995)
Sven Erik Albert "Markus" Andersson, född 14 juni 1905 i Norrköping, död 18 juli 1995 i Norrköping, var en svensk fotbollsspelare.
Andersson representerade IK Sleipner, och spelade för klubben i Allsvenskan 1925/1926–1932/1933 och 1934/1935. Sammanlagt gjorde han 174 allsvenska matcher (2 mål) för klubben.
Andersson spelade en A-landskamp för Sverige 1927.